# Ourisia microphylla

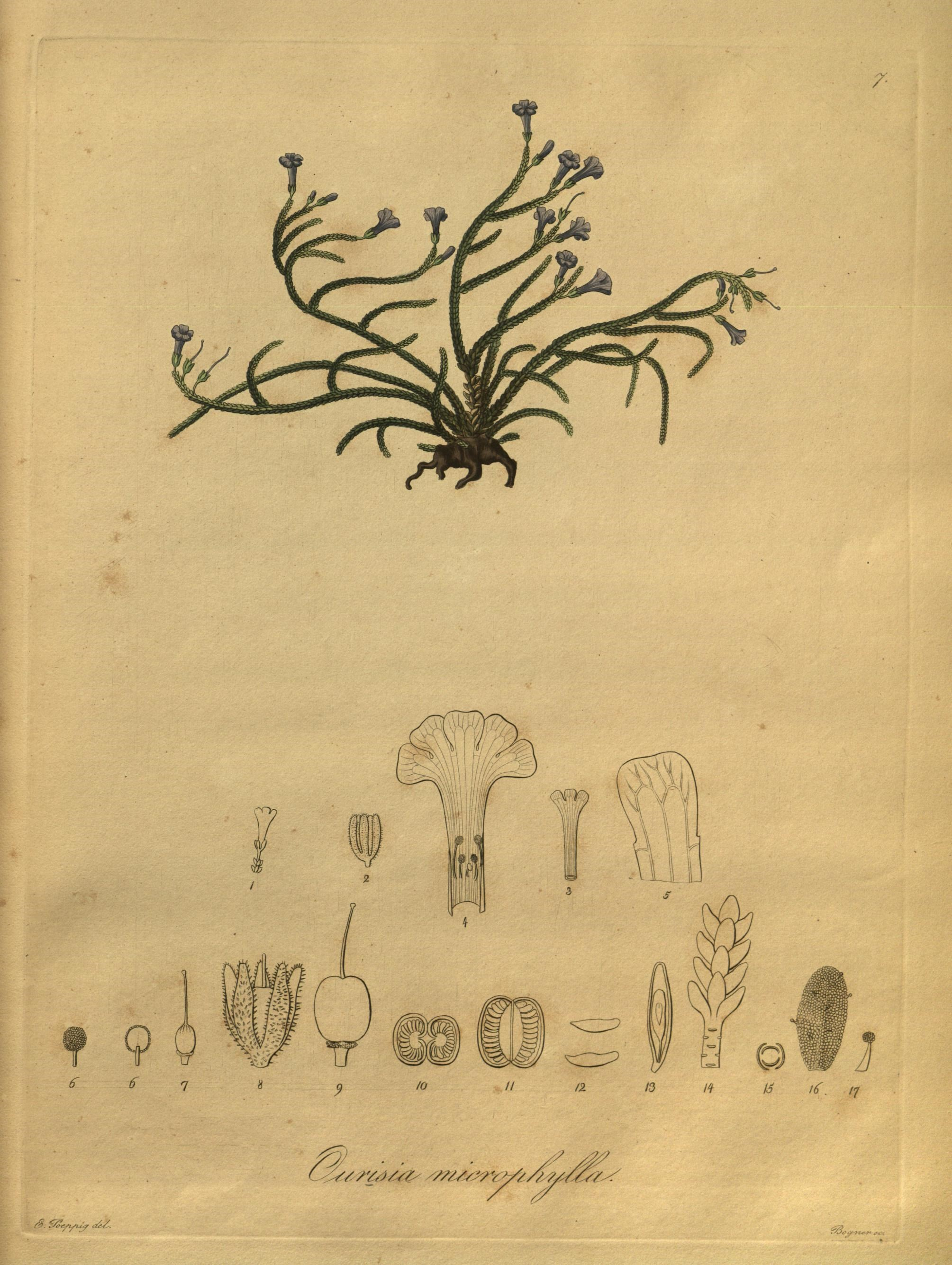
Ilustración original de O. microphylla, de Nova Genera

Ourisia microphylla es una especie de planta con flores de la familia Plantaginaceae. Es endémica de las montañas de los Andes del sur de Argentina y Chile. Los botánicos Eduard Poeppig y Stephan Endlicher describieron O. microphylla en 1835. Las plantas de esta especie son pequeñas, perennes, sufruticosas, y tienen hojas enteras, pequeñas y decusadas. Las flores son solitarias, con cáliz regular que tiene pequeños pelos glandulares. La corola también es regular, de color blanco o rosa, y tiene un tubo que es glabro por dentro.

## Taxonomía
Ourisia microphylla Poepp. & Endl. pertenece a la familia de plantas Plantaginaceae.  Dos botánicos - el alemán Eduard Poeppig y el austríaco Stephan Endlicher - describieron esta especie en 1835 en su publicación Nova Genera.  
El material tipo fue recolectado por Poeppig en laCordillera de los Andes de la Región del Biobío de Chile en "Tvun Leuvu" [Truvún Leuvú (idioma mapuche), o Trubunleo] y Sierra Velluda en enero de 1830.   El lectotipo fue designado por Heidi Meudt y se conserva en el Herbario W del Museo de Historia Natural de Viena,. También hay varios isolectotipos en otros herbarios. 
Ourisia microphylla es la especie tipo del subgénero Ourisia Suffruticosae Meudt. Las otras dos especies de este subgénero son O. serpyllifolia y O. polyantha. Estas tres especies de los Andes del sur comparten un hábito sufruticoso y muy ramificado, hojas sésiles, opuestas o decusadas, y flores solitarias. También tienen pequeños pelos glandulares en el cáliz regular. Finalmente, las semillas de las tres especies son rectangulares, lineales, oblongas a estrechamente oblongas. 
Se puede distinguir Ourisia microphylla de O. polyantha por sus corolas rosadas o blancas que tienen menos de 15 mm de largo. En cambio, O. polyantha tiene corolas rojas que son amarillas por dentro del tubo, y son más que 15 mm de largo. Los estambres de O. microphylla son bastante cortos ( menos de 5 mm de largo) y los filamentos son adheridos a la mitad del tubo de la corola. En cambio, O. polyantha tiene estambres de más de 16 mm de largo, y filamentos adheridos cerca de la abertura del tubo. 
Se puede distinguir O. microphylla de O. serpyllifolia por sus hojas enteras decusadas (en comparación con las no decusadas y dentadas). También tiene corolas rosadas o blancas que son glabras por dentro y un estilo en forma de S. En comparación, O. serpyllifolia tiene las corolas lilas que son amarillas y peludas por dentro, y un estilo distintivamente doblado justo debajo del estigma. Además, O. microphylla tiene anteras reniformes (en forma de riñón) mientras O. serpyllifolia tiene anteras lineales. 

## Descripción
Las plantas de Ourisia microphylla son hierbas perennes, muy ramificadas y sufruticosas. Los tallos son leñosos en la base, con hojas decusadas. Las ramas son de 1–13 cm de largo, de 0,2–0,9 mm de ancho, y glabras, excepto por unos pocos y diminutos pelos glandulares cerca de las puntas de las ramas. Las hojas son sésiles, de 1,0–3,9 mm de largo y 0,6–2,6 mm de ancho (relación largo:ancho 1,8–2,9:1). La lámina es elíptica, rómbica, oblanceolada, obovada, lanceolada u ovada, con un ápice redondeado o subagudo, una base cuneiforme y bordes lisos. Las hojas son glabras, pero algunas tienen unos pocos pelos glandulares diminutos. Las flores son axilares y solitarias, y cada planta puede tener docenas de flores. No existen brácteas en los nudos de floración. Las flores nacen de un pedúnculo de hasta 5,9 cm de largo que tiene pelos glandulares cortos. El cáliz es regular y mide de 2,4 a 4,6 mm de largo. Los lóbulos del cáliz están divididos casi hasta la base, y todo el cáliz está cubierto por dentro y por fuera con pelos glandulares cortos. La corola mide 9,8–14,5 mm de largo, lo que incluye el tubo de la corola (que mide 4,9–10,0 mm de largo), y es regular, tubular, en forma de embudo, de color rosa o blanco, tiene pelos glandulares en el exterior pero es glabro en el interior (con excepción de algunos pelos glandulares en la base de los filamentos). Los lóbulos de la corola son de 2,7 a 5,1 mm de largo, obovados y extendidos. Hay 4 estambres hasta 5.0 mm de largo que son didinamos, incluyendo dos estambres largos y dos estambres cortos que están todos incluidos dentro del tubo de la corola; también está presente un estaminodio corto de 0.3–2.0 mm de largo . El estilo es de 1.3–3.4 mm de largo, con un estigma capitado o plano, y está incluido dentro del tubo de la corolla. El ovario es de 1,1–1,6 cm mm de largo y está generalmente glabro. Los frutos son cápsulas de 1,7–2,7 mm de largo y 1,5–2,5 mm de ancho, tienen dehiscencia loculicida y parcialmente septicida, y tienen pedicelos de hasta 3,2 mm de largo. En cada cápsula, hay aproximadamente 200 semillas peañans que miden 0,6–0,7 mm de largo y 0,1–0,2 mm de ancho, son rectangulares, lineal-oblongos o estrechamente oblongos, y tienen una cubierta de semilla reticulada de dos capas. 
Ourisia mircophylla tiene flores y frutos principalmente en diciembre, enery y febrero, pero la floración puede extenderse hasta mayo y la fructificación hasta abril. 
Ourisia microphylla tiene 2n=16 o 2n=32 cromosomas. 

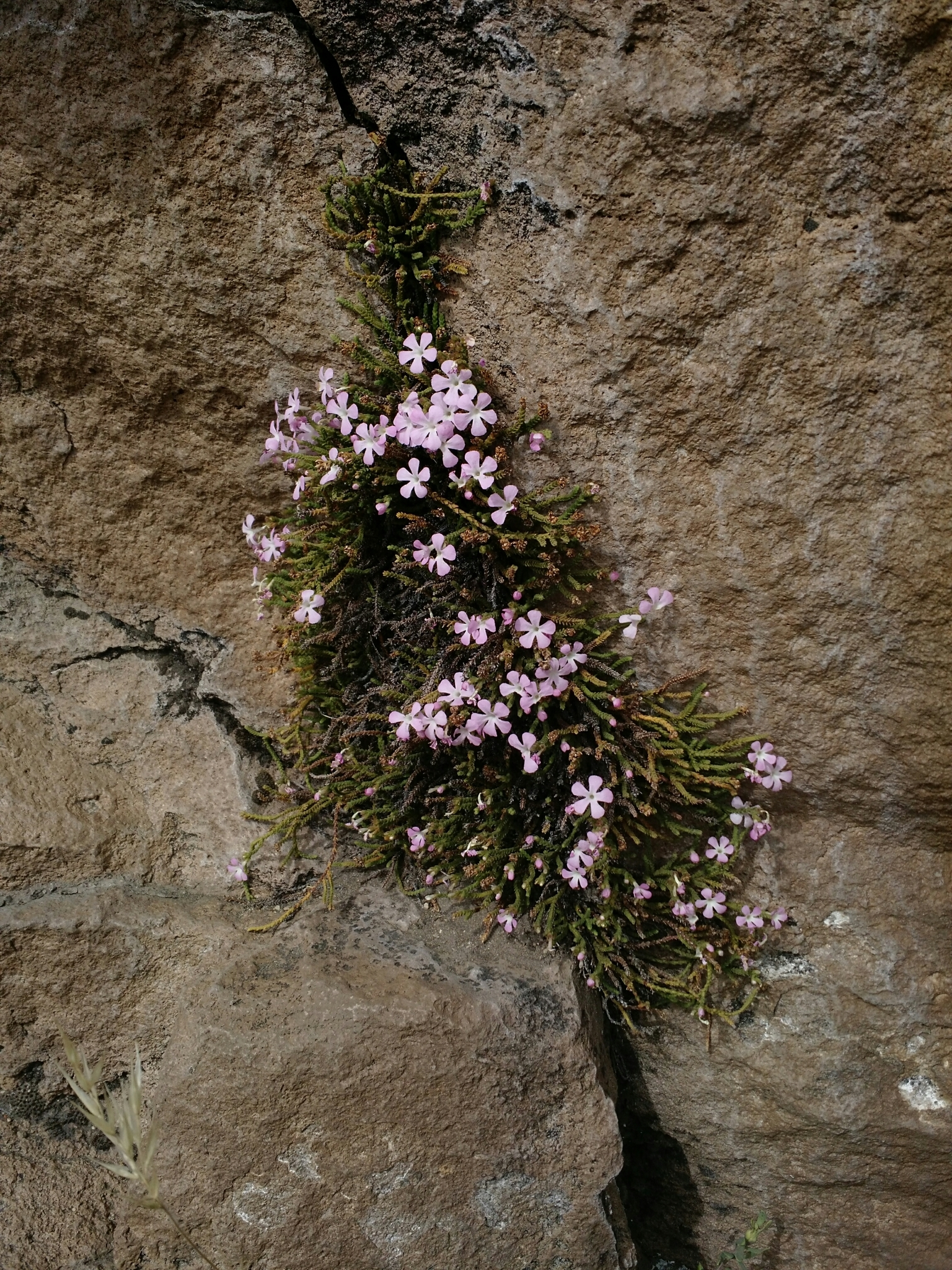
O. microphylla creciendo en una grieta de una pared rocosa cerca de la Laguna del Maule, Chile

## Distribución y hábitat
Ourisia microphylla es endémica de la cordillera de los Andes en el sur de Argentina y Chile. Su distribución geográfica extiende desde los 35° S a los 38° S.    En Argentina se encuentra en el sur de la provincia de Mendoza y norte de la provincia de Neuquén, y en Chile se encuentra en las regiones del Maule y del Biobío. 
En estas regiones, O. microphylla se encuentra desde 800 a 2200 m sobre el nivel del mar. Puede ser localmente abundante en hábitats montañosos o alpinos, a menudo en caras rocosas o en grietas, cerca de cascadas o arroyos. 

## Filogenia
En los análisis filogenéticos de todas las especies del género Ourisia, se incluyó un individuo de O. microphylla. Esos estudios utilizaron marcadores de secuenciación de ADN estándar (dos marcadores de ADN ribosómico nuclear y dos regiones de ADN de cloroplasto) y datos morfológicos.   En las filogenías, estuvo siempre ubicada esta especie con alto apoyo en el clado sufruticoso, y tuvo un alto apoyo como especie hermana de las otras dos especies sufruticosas, O. polyantha y O. serpyllifolia .  

## Cultivo
Los entusiastas de la jardinería de rocas han tenido éxito cultivando Ourisia microphylla, tanto plantas de flores blancas como rosadas. También se han creado híbridos interespecificos artificiales entre O. microphylla y otra especie sufruticosa, O. polyantha. 

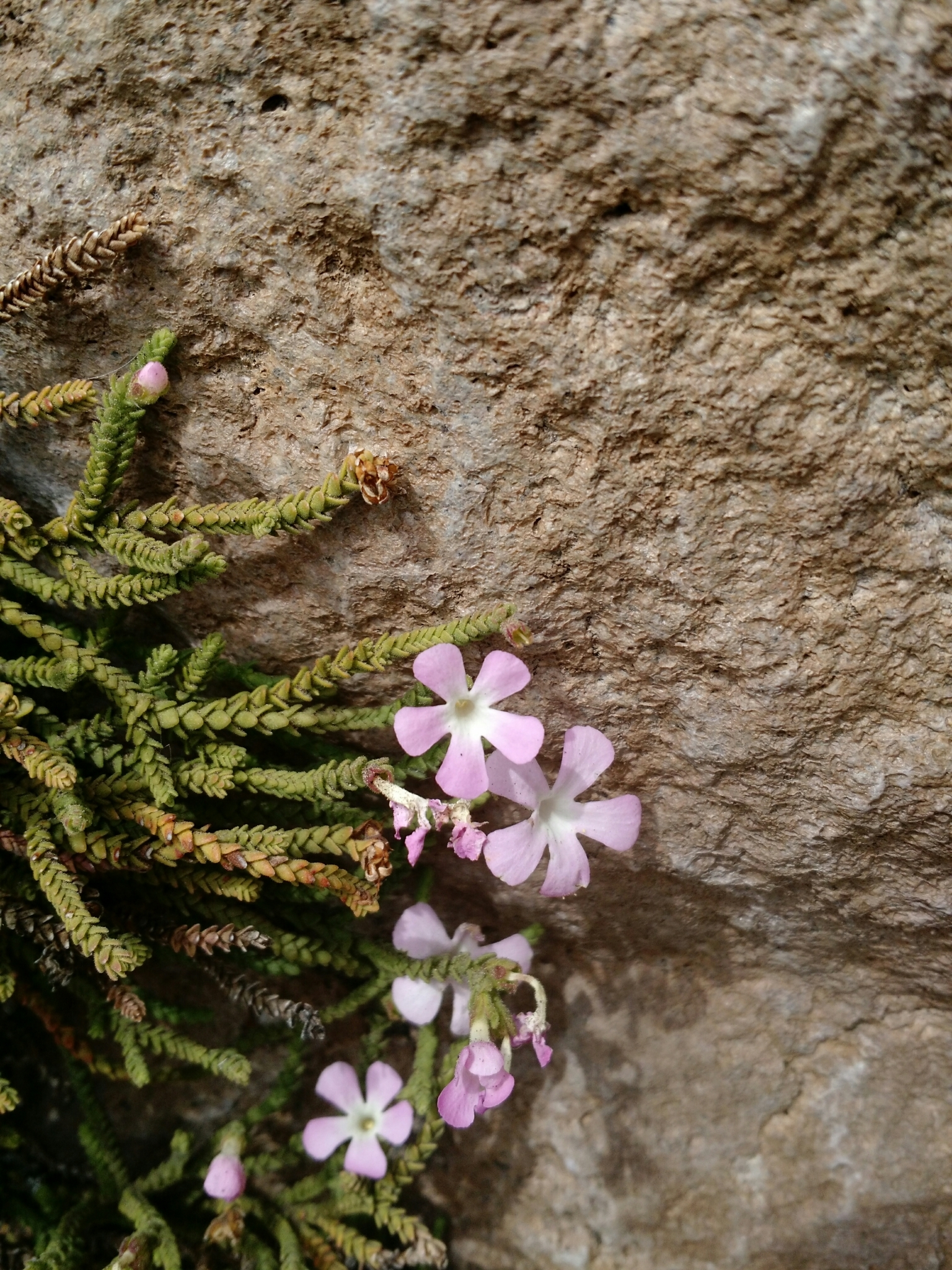
Ramas múltiples con hojas y flores.
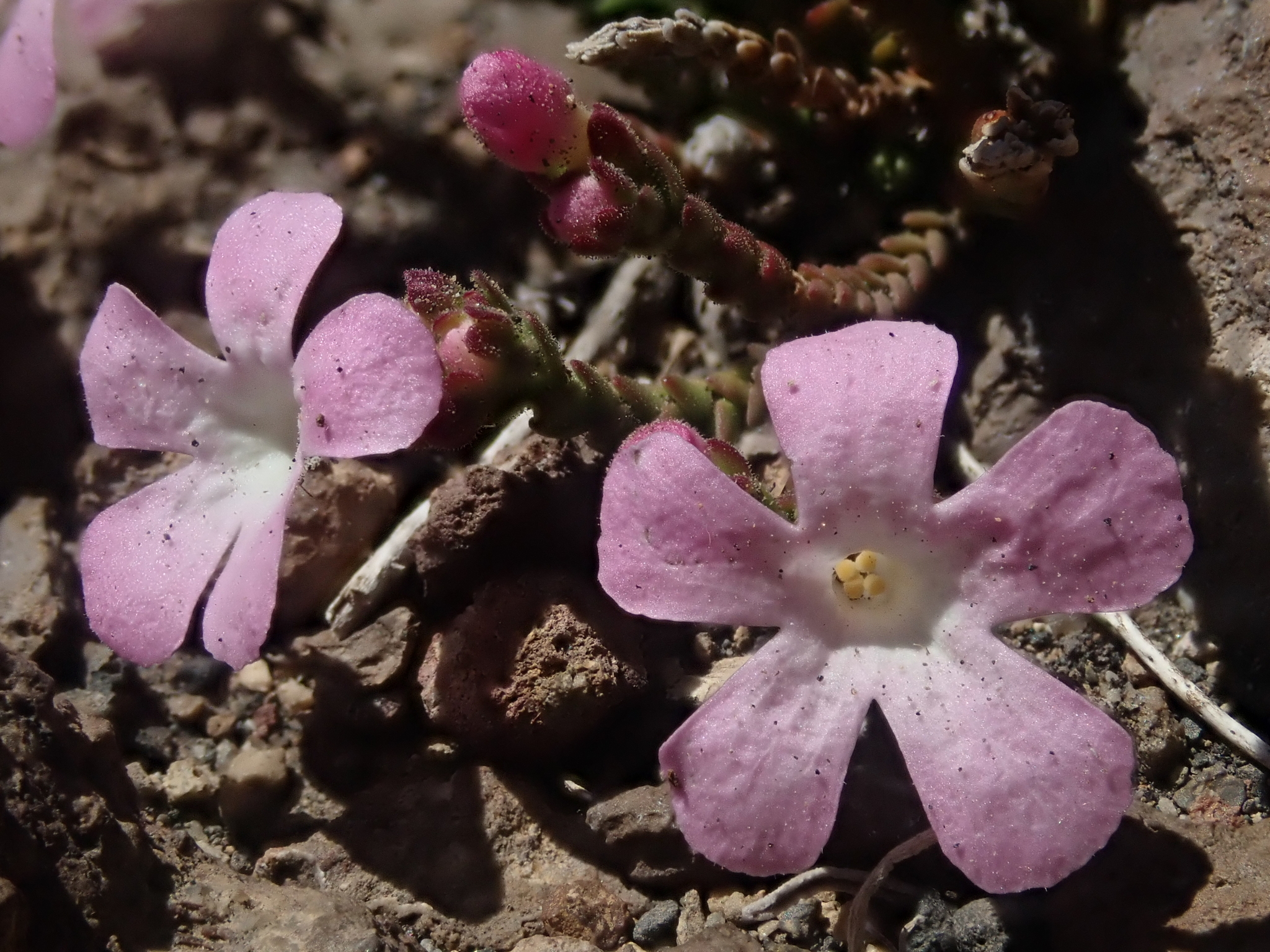
Vista cercana de dos flores
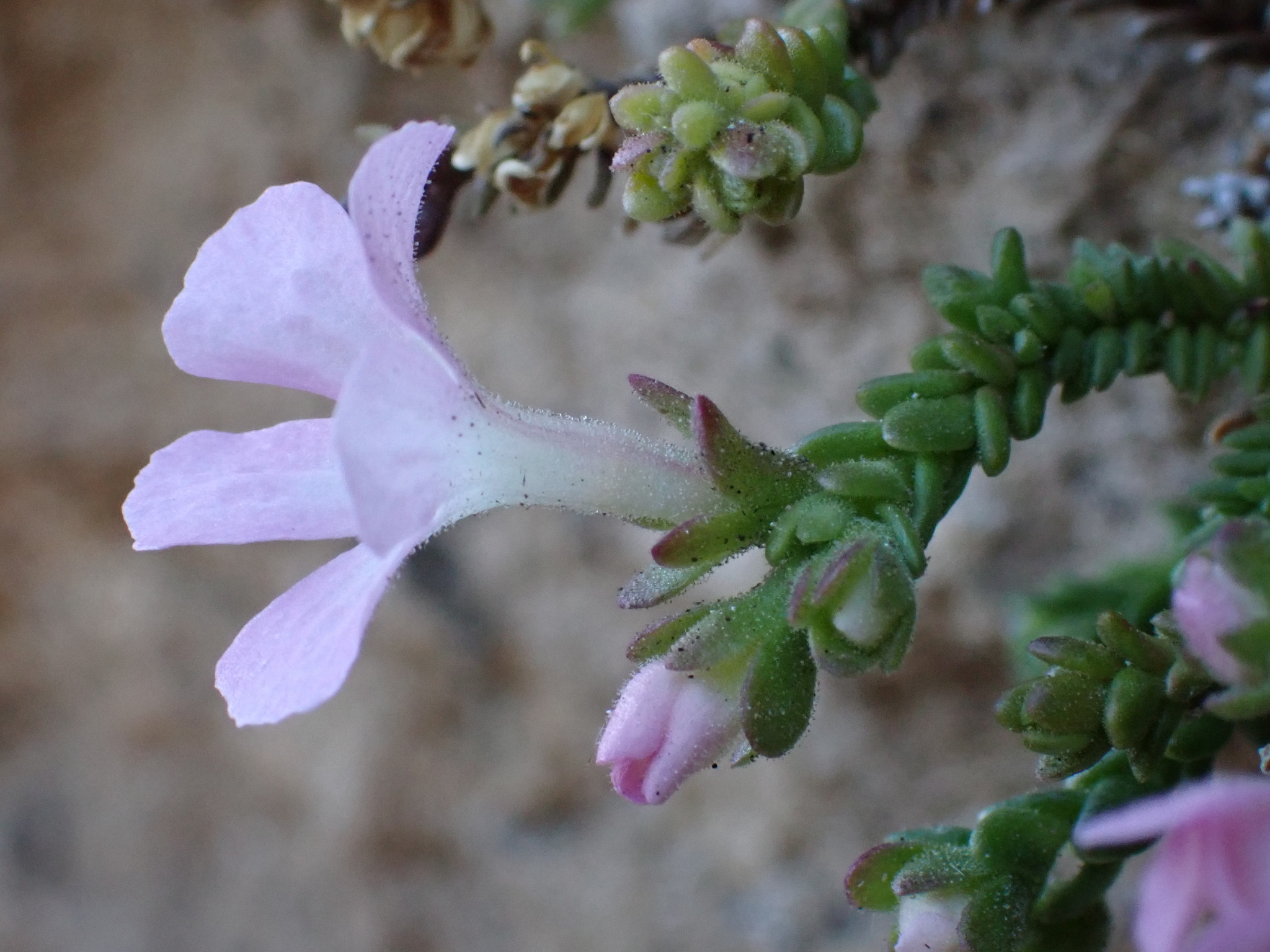
Vista cercana y lateral de flores. Nótense los pelos glandulares muy chicos en el tubo de la corola, en el cáliz y en las hojas cerca de la punta de la rama.